# Kreisgericht der Rajongemeinde Vilnius

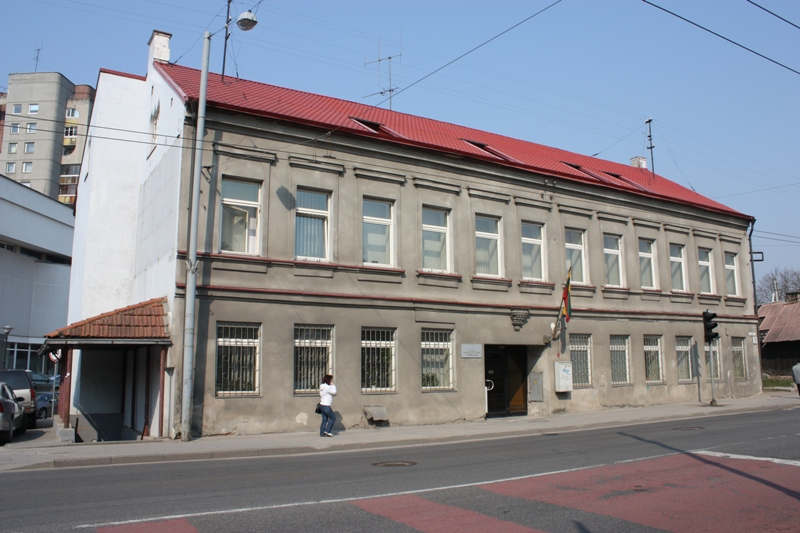
Gerichtsgebäude

Das Kreisgericht der Rajongemeinde Vilnius (lit. Vilniaus rajono apylinkės teismas) war ein Kreisgericht in Litauen, damals eines der zehn Gerichte (neben dem Bezirksgericht Vilnius, Appellationsgericht Litauens, den vier Stadtkreisgerichten u. a.) in der Hauptstadt der Republik. Das zuständige Territorium war die Rajongemeinde Vilnius. Das Gericht der 2. Instanz war das Bezirksgericht Vilnius.
Die Adresse war Kalvarijų g.  28, LT-09600 Vilnius-Šnipiškės. 

## Leitung
- 2009:  Laima Leipuvienė (* 1952), Gerichtspräsidentin